# La Mola i s'Albufera de Fornells
La Mola i s'Albufera de Fornells este o arie protejată (arie specială de conservare — SAC, sit de importanță comunitară — SCI, arie de protecție specială avifaunistică — SPA) din Spania întinsă pe o suprafață de 1.510,81 ha, integral pe uscat.

## Localizare
Centrul sitului La Mola i s'Albufera de Fornells este situat la coordonatele 40°02′24″N 4°08′37″E / 40.0399°N 4.1436°E.

## Înființare
Situl La Mola i s'Albufera de Fornells a fost declarat sit de importanță comunitară în iulie 2000 pentru a proteja 3 specii de plante și 76 de specii de animale. Alte tipuri de protecție:
- arie de protecție specială avifaunistică (în martie 2006)[2]
- arie specială de conservare (în august 2021)[1][3][4]

## Biodiversitate
Situată în ecoregiunea mediteraneană, aria protejată conține 17 habitate naturale: Formațiuni scunde de Euphorbia în apropierea falezelor, Tufărișuri termo-mediteraneene și de pre-deșert, Pajiști uscate europene, Stepe sărăturate mediteraneene (Limonietalia), Lande oro-mediteraneene cu formațiuni endemice de grozamă, Depresiuni intradunale umede, Lagune de coastă, Păduri de Quercus ilex și Quercus rotundifolia, Mlaștini calcaroase cu Cladium mariscus și specii de Caricion davallianae, Dune cu vegetație ierboasă Brachypodietalia cu specii anuale, Pășuni mediteraneene udate de apa mării (Juncetalia maritimi), Phrygana endemică cu Euphorbio-Verbascion, Pante stâncoase calcaroase cu vegetație casmofită, Faleze cu vegetație de Limonium spp. endemic de pe coastele mediteraneene, Galerii și tufărișuri riverane sudice (Nerio-Tamaricetea și Securinegion tinctoriae), Tufărișuri halofile mediteraneene și termo-atlantice (Sarcocornetea fruticosi), Iazuri temporare mediteraneene.
La baza desemnării sitului se află mai multe specii protejate:
- plante (3): Anthyllis hystrix, Daphne rodriguezii, Paeonia cambessedesii
- păsări (74): uliu păsărar (Accipiter nisus), fluierar de munte (Actitis hypoleucos), ciocârlie-de-câmp (Alauda arvensis), pescăruș albastru (Alcedo atthis), fâsă-de-câmp (Anthus campestris), lăstunul mare (Apus apus), stârc cenușiu (Ardea cinerea), pasărea ogorului (Burhinus oedicnemus), ciocârlie-cu-degete-scurte (Calandrella brachydactyla), Calonectris diomedea, caprimulg (Caprimulgus europaeus), cânepar (Carduelis cannabina), sticlete (Carduelis carduelis), scatiu (Carduelis spinus), prundăraș de sărătură (Charadrius alexandrinus),  prundaș gulerat mic (Charadrius dubius), șerpar (Circaetus gallicus), erete de stuf (Circus aeruginosus), botgros (Coccothraustes coccothraustes), porumbel gulerat (Columba palumbus), prepeliță (Coturnix coturnix), cuc (Cuculus canorus), egretă mică (Egretta garzetta), măcăleandru (Erithacus rubecula), șoim călător (Falco peregrinus), vânturel roșu (Falco tinnunculus), muscar negru (Ficedula hypoleuca), cinteză (Fringilla coelebs), Galerida theklae, acvilă pitică (Hieraaetus pennatus), piciorong (Himantopus himantopus), sfrâncioc cu cap roșu (Lanius senator), Larus audouinii, Larus michahellis, pescăruș râzător (Larus ridibundus), privighetoare (Luscinia megarhynchos), prigoare (Merops apiaster), gaia roșie (Milvus milvus), codobatură galbenă (Motacilla alba), codobatură de munte (Motacilla cinerea), codobatura galbenă (Motacilla flava), muscar sur (Muscicapa striata), vultur egiptean (Neophron percnopterus), pietrar mediteranean (Oenanthe hispanica), pietrar sur (Oenanthe oenanthe), grangur (Oriolus oriolus), ciuf-pitic (Otus scops), viespar (Pernis apivorus), Phalacrocorax aristotelis desmarestii, cormoran mare (Phalacrocorax carbo), codroș de munte (Phoenicurus ochruros), codroșul de pădure (Phoenicurus phoenicurus), pitulice de munte (Phylloscopus collybita), brumăriță de pădure (Prunella modularis), Puffinus puffinus mauretanicus, aușel sprâncenat (Regulus ignicapilla), aușel cu cap galben (Regulus regulus), mărăcinar (Saxicola rubetra), mărăcinar negru (Saxicola torquatus), sitar de pădure (Scolopax rusticola), chiră de mare (Sterna sandvicensis), turturică (Streptopelia turtur), graur (Sturnus vulgaris), silvie cu cap negru (Sylvia atricapilla), silvie de zăvoi (Sylvia borin), Sylvia conspicillata, silvie de tufiș (Sylvia undata), sturzul viilor (Turdus iliacus), mierlă (Turdus merula), sturz-cântător (Turdus philomelos), sturz (Turdus pilaris), mierlă gulerată (Turdus torquatus), pupăză (Upupa epops), nagâț (Vanellus vanellus)
- reptile (2): țestoasa de baltă (Emys orbicularis), țestoasă bănățeană (Testudo hermanni)

Pe lângă speciile protejate, pe teritoriul sitului au mai fost identificate 24 de specii de plante, 3 specii de păsări, 2 specii de amfibieni, 5 specii de mamifere, 6 specii de pești, 4 specii de reptile.